# Roberto Fleitas
Roberto Fleitas (Montevideo; 25 de mayo de 1932-3 de marzo de 2024) fue un entrenador de fútbol uruguayo.

## Biografía
Fue campeón con la Selección uruguaya en la Copa América 1987, y a nivel de clubes ganó la Copa Libertadores y la Copa Intercontinental en 1988 con el Club Nacional de Football, siendo hasta la fecha el último director técnico que sacó campeón de América a un club uruguayo. Falleció el 3 de marzo de 2024 a los noventa y un años de edad en Montevideo.

## Palmarés

### Como entrenador

#### Campeonatos nacionales
| Título                | Equipo   | País    | Año  |
| --------------------- | -------- | ------- | ---- |
| Divisional Intermedia | Progreso | Uruguay | 1975 |
| Torneo Competencia    | Progreso | Uruguay | 1985 |
| Primera División      | Nacional | Uruguay | 1992 |

#### Campeonatos internacionales
| Título                | Equipo             | Sede       | Año  |
| --------------------- | ------------------ | ---------- | ---- |
| Copa América          | Selección Uruguaya | Argentina  | 1987 |
| Copa Libertadores     | Nacional           | Montevideo | 1988 |
| Copa Intercontinental | Nacional           | Tokio      | 1988 |

### Distinciones individuales
- Entrenador del año en Sudamérica: 1988.[5]